# 사사노 세키지
사사노 세키지(일본어: 笹野 積次)는 일본의 축구 선수이다.

## 국가대표팀 경력
그는 1936년 하계 올림픽에 참가할 일본 국가대표팀에 발탁되었다.